# Episodi de Il nostro amico Charly (dodicesima stagione)
La dodicesima stagione della serie televisiva Il nostro amico Charly è stata trasmessa in anteprima in Germania dalla ZDF tra il 6 gennaio 2007 e il 31 marzo 2007.
| nº | Titolo originale                   | Titolo italiano                | Prima TV Germania | Prima TV Italia |
| -- | ---------------------------------- | ------------------------------ | ----------------- | --------------- |
| 1  | Ein falsches Spiel                 | Maren nei guai                 | 6 gennaio 2007    |                 |
| 2  | Charly und das geheimnisvolle Haus | Charly e la casa dei segreti   | 13 gennaio 2007   |                 |
| 3  | Charly und der Flohwalzer          | Il valzer delle pulci          | 20 gennaio 2007   |                 |
| 4  | Verschlossene Türen                | La principessa del sole        | 27 gennaio 2007   |                 |
| 5  | Schweigepflicht                    | Chi la fa, l'aspetti           | 3 febbraio 2007   |                 |
| 6  | Charly und das Mittelalter         | Charly nel Medioevo            | 10 febbraio 2007  |                 |
| 7  | Charly macht Musik                 | Charly il batterista           | 17 febbraio 2007  |                 |
| 8  | Stunde der Wahrheit                | L'ora della verità             | 24 febbraio 2007  |                 |
| 9  | Wettrennen                         | La finale                      | 3 marzo 2007      |                 |
| 10 | Auf eigene Faust                   | Tutto da solo                  | 10 marzo 2007     |                 |
| 11 | Othello in Gefahr                  | Pericolo in famiglia           | 17 marzo 2007     |                 |
| 12 | Charly auf der Jagd                | La signora Hoppe va in vacanza | 24 marzo 2007     |                 |
| 13 | Charly und die Liebe               | Charly e l'amore               | 31 marzo 2007     |                 |